# Саянмрамор
«Саянмрамор» — підприємство з видобутку та обробки виробів з мармуру й граніту у Красноярському краї Росії.
Найбільший виробник мармуру в Сибіру.
Розробляє Кібіккордонське родовище мармуру та Ізербельське гранітне родовище. Проектна потужність кар'єрів: мармурового — 18 тис. м3, гранітного — 11.2 тис. м³ блоків за рік. Видобуток ведеться шляхом випилювання монолітів 5х15х1.5 м та стовпів 5х1.2х1.5 м.